# New York Clan MacDonald
New York Clan MacDonald was een Amerikaanse voetbalclub uit New York. De club werd opgericht door Schotse immigranten in 1907 en opgeheven in 1917. De club speelde drie seizoenen in de National Association Football League. In de amateurcompetitie van New York zijn ze eenmaal kampioen geworden.